# Tania Pardo
Tania Pardo (Madrid, 1976) es una gestora cultural española que desde el comisariado y la dirección ha creado canales dinamizadores para la promoción y difusión de las nuevas generaciones de artistas contemporáneos. Ha sido la responsable del Departamento de Exposiciones de la Casa Encendida de Madrid desde abril de 2015 hasta junio de 2019. Desde mayor de 2019, es la subdirectora del Centro de Arte Dos de Mayo ubicado en Móstoles.

## Trayectoria profesional
Se licenció en Historia del Arte por la Universidad Autónoma de Madrid en el año 1998, desde sus inicios tenía muy claro su interés en el arte contemporáneo desde la escritura colaborando con medios profesionales como la revista Lápiz, El Periódico del Arte, ABC del arte y el periódico El País pero orientó su profesión definitivamente hacia la promoción y gestión de exposiciones tanto en espacios públicos como colaborando con galerías privadas.
En el año 2003 el nuevo Museo de Arte Contemporáneo de Castilla y León MUSAC crea unas becas de gestión cultural para la apertura de este nuevo museo en el año 2005, la beca le fue concedida y entró a formar parte del equipo del nuevo museo desde 2003 hasta 2010, en cuyo centro ha sido comisaria de exposiciones y responsable de programación del espacio Laboratorio 987 desde el año 2005 al año 2010.
Ha sido codirectora junto con Manuela Villa del Curso de Gestión Cultural que organiza la Universidad Carlos III de Madrid en el Círculo de Bellas Artes de Madrid en el año 2008. Ha sido directora de proyectos de la Fundación Santander en los años 2009 y 2010. Además de organizar las jornadas "Producir, Exponer, Interpretar, Estrategias y conflictos en la práctica curtorial hoy" realizado en el MUSAC de León y en Matadero Madrid en 2009. En el año 2008 fue comisaria invitada en el extinguido proyecto DOMESTICO, un acontecimiento anual que generaba gran interés en el sector ya que mostraba nuevos artistas jóvenes en una exposición que ocupaba espacios itinerantes.
Ha comisariado "Sin heroísmos, por favor" en el Centro de Arte Dos de Mayo (CA2M) en marzo de 2012 y entre sus últimos comisariados destacados se encuentran las exposiciones "Retando a la suerte" junto al colectivo NOPHOTO en Tabacalera Promoción del Arte en Madrid, y "Variation. Lo obsesivo como forma de paisaje" en la colección FundaciónARCO en el Centro de Arte de Alcobendas. Ambos realizados en 2014.
Pardo es una de las fundadoras del programa "Los oficios de la cultura-comisariado de arte", una iniciativa de la plataforma "plataformacultural", dicha plataforma consiste en generar y dar a conocer las bases de trabajo para promover el debate y estimular a los jóvenes a descubrir la tarea de la gestión curatorial desde el punto de vista teórico al conocimiento de la logística que conlleva la producción de la exposición, desde la relación artista-comisario a la hora de diseñar la exposición tanto conceptualmente como físicamente hasta la exposición pública del proyecto.
Es también profesora asociada del Departamento de Historia del Arte de la Universidad Complutense de Madrid.